# Prodasineura integra
Prodasineura integra – gatunek ważki z rodziny pióronogowatych (Platycnemididae). Endemit Filipin; szeroko rozpowszechniony – stwierdzony na ponad stu stanowiskach na co najmniej trzynastu wyspach.